# Miner (Missouri)
Miner é uma cidade localizada no estado americano de Missouri, no Condado de Mississippi e Condado de Scott.

## Demografia
Segundo o censo americano de 2000, a sua população era de 1056 habitantes.
Em 2006, foi estimada uma população de 1289, um aumento de 233 (22.1%).

## Geografia
De acordo com o United States Census Bureau tem uma área de
10,6 km², dos quais 10,6 km² cobertos por terra e 0,0 km² cobertos por água.

## Localidades na vizinhança
O diagrama seguinte representa as localidades num raio de 16 km ao redor de Miner.